# Finlândia nos Jogos Olímpicos de Inverno de 2010

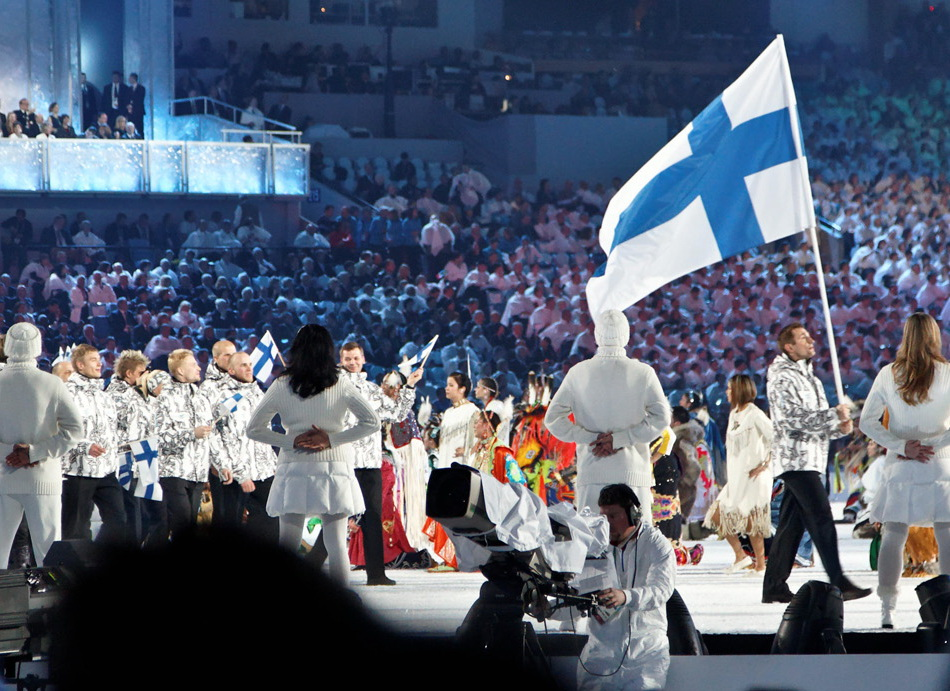
Delegação finlandesa durante a cerimônia de abertura.

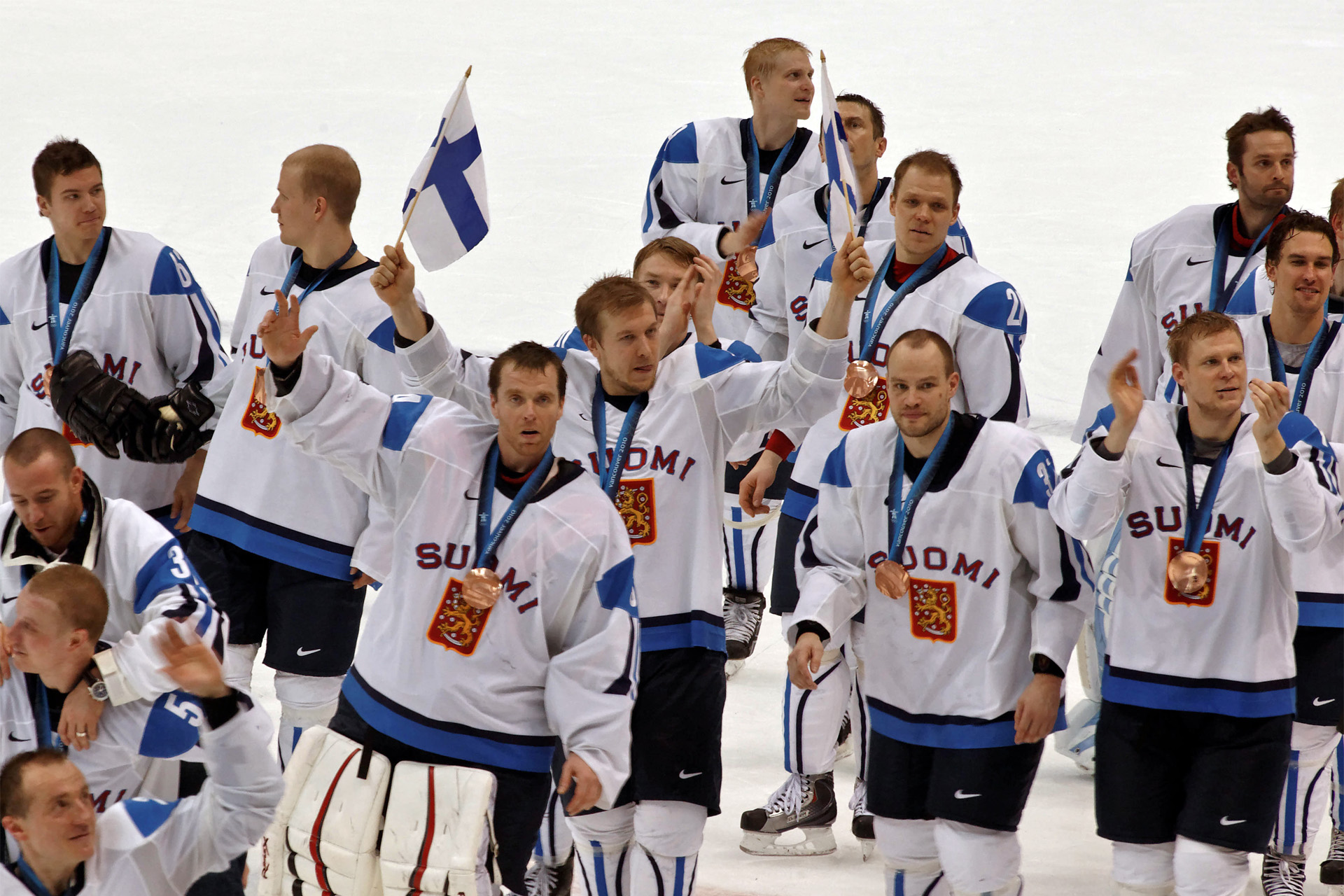
Equipe medalha de bronze no hóquei masculino.

A Finlândia participou dos Jogos Olímpicos de Inverno de 2010, realizados em Vancouver, no Canadá. O país participou de todas as edições das Olimpíadas de Inverno.

### 

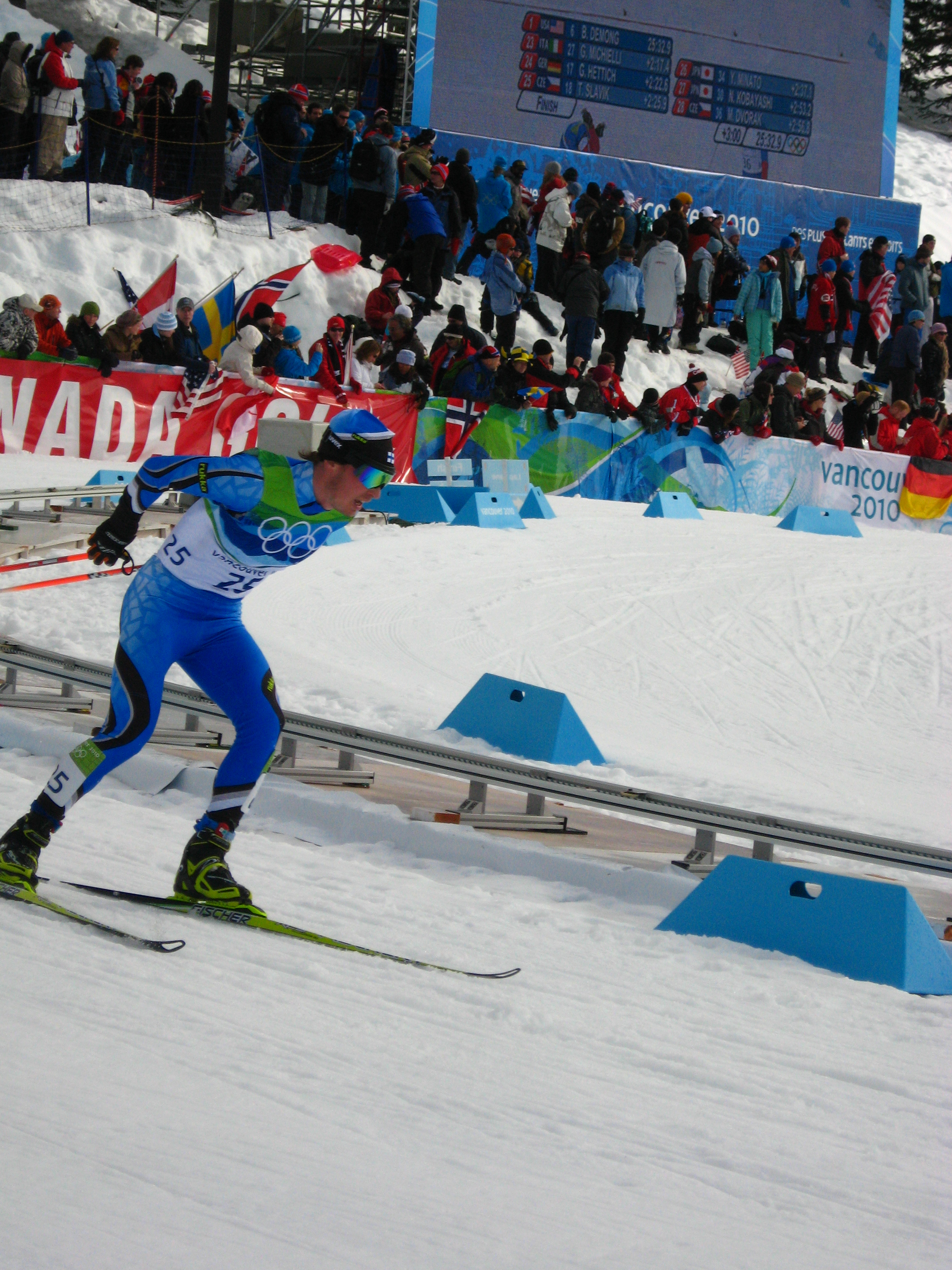
Jaakko Tallus durante a disputa da prova individual pista longa.

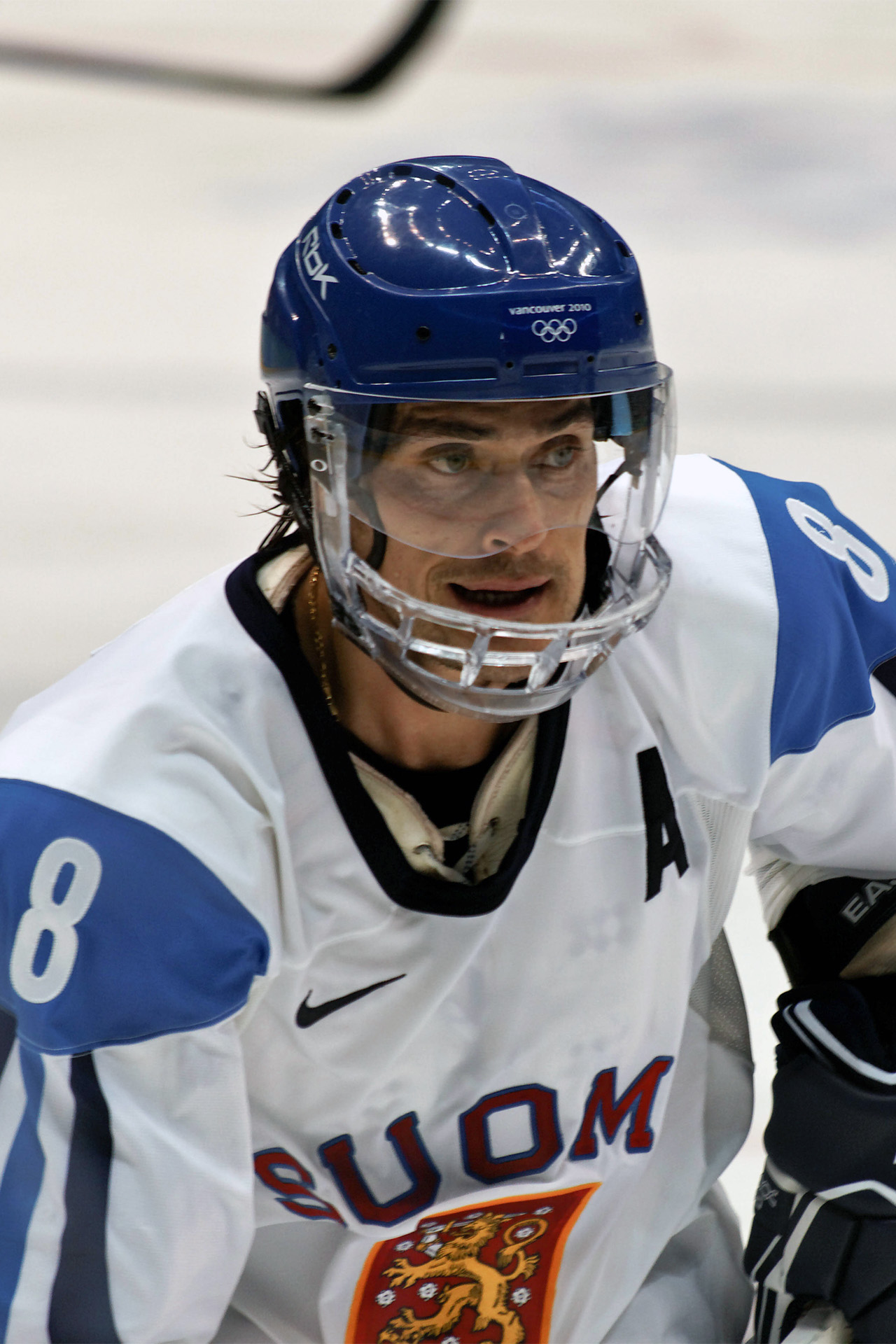
Teemu Selänne na partida contra a Alemanha.

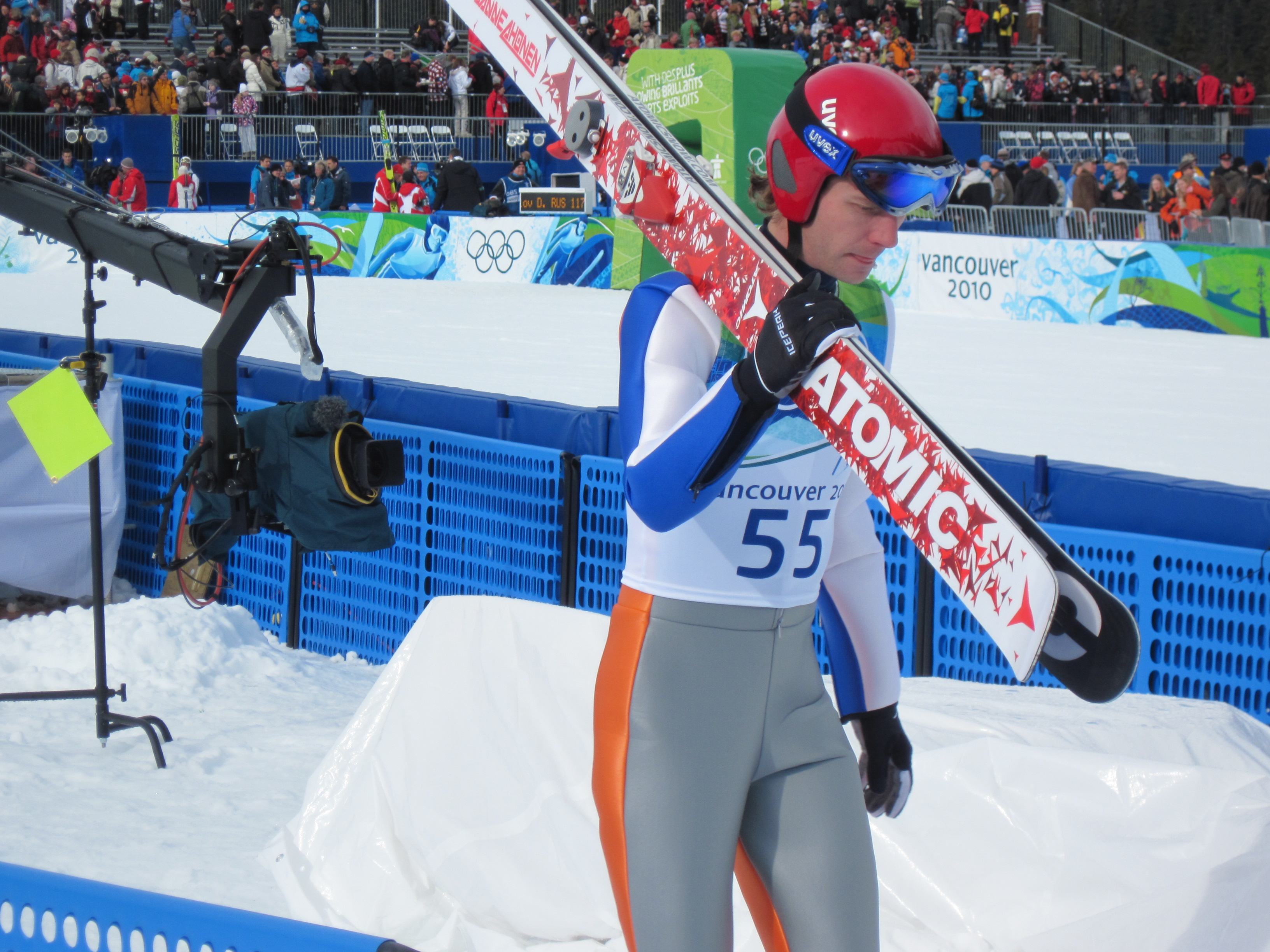
Janne Ahonen em Vancouver.

## Medalhas
| Mira Kuisma Noora Räty Anna Vanhatalo Jenni Hiirikoski Emma Laaksonen Rosa Lindstedt Terhi Mertanen Heidi Pelttari Mariia Posa Saija Sirviö Anne Helin | Venla Hovi Michelle Karvinen Annina Rajahuhta Karoliina Rantamäki Mari Saarinen Nina Tikkinen Minnamari Tuominen Saara Tuominen Marjo Voutilainen Linda Välimäki |

| Niklas Bäckström Miikka Kiprusoff Antero Niittymäki Lasse Kukkonen Sami Lepistö Toni Lydman Janne Niskala Joni Pitkänen Sami Salo Kimmo Timonen Valtteri Filppula Niklas Hagman | Jarkko Immonen Olli Jokinen Niko Kapanen Mikko Koivu Saku Koivu Jere Lehtinen Antti Miettinen Ville Peltonen Jarkko Ruutu Tuomo Ruutu Teemu Selänne |

## Desempenho

### Biatlo
Feminino
| Atleta           | Evento      | Final   | Final       | Final   |
| Atleta           | Evento      | Tempo   | Penalidades | Posição |
| ---------------- | ----------- | ------- | ----------- | ------- |
| Mari Laukkanen   | Velocidade  | 22:45.0 | 4 (3+1)     | 68º     |
| Mari Laukkanen   | Individual  | 45:36.4 | 3 (1+0+1+1) | 43º     |
| Kaisa Mäkäräinen | Velocidade  | 22:27.3 | 3 (0+3)     | 59º     |
| Kaisa Mäkäräinen | Perseguição | 34:50.0 | 2 (0+1+1+0) | 45º     |
| Kaisa Mäkäräinen | Individual  | 45:46.4 | 4 (2+1+1+0) | 46º     |

Masculino
| Atleta         | Evento      | Final   | Final       | Final   |
| Atleta         | Evento      | Tempo   | Penalidades | Posição |
| -------------- | ----------- | ------- | ----------- | ------- |
| Timo Antila    | Velocidade  | 26:37.4 | 1 (1+0)     | 40º     |
| Timo Antila    | Perseguição | 38:22.1 | 6 (0+1+2+3) | 52º     |
| Timo Antila    | Individual  | 54:22.7 | 5 (1+1+1+2) | 56º     |
| Paavo Puurunen | Velocidade  | 28:04.8 | 4 (2+2)     | 73º     |
| Paavo Puurunen | Individual  | 54:03.5 | 4 (1+1+0+2) | 53º     |

### Combinado nórdico
| Anssi Koivuranta                                             | Individual pista longa  | 66.3  | 44º | +4:03 | DNS     | DNS |
| Anssi Koivuranta                                             | Individual pista normal | 122.0 | 8º  | +0:54 | +29.8   | 8º  |
| Hannu Manninen                                               | Individual pista longa  | 107.7 | 16º | +1:17 | +33.1   | 4º  |
| Hannu Manninen                                               | Individual pista normal | 116.0 | 22º | +1:18 | +43.3   | 13º |
| Janne Ryynänen                                               | Individual pista longa  | 117.0 | 3º  | +0:40 | +1:08.0 | 12º |
| Janne Ryynänen                                               | Individual pista normal | 135.5 | 1º  | 0:00  | +1:34.5 | 26º |
| Jaakko Tallus                                                | Individual pista longa  | 95.8  | 25º | +2:05 | +3:23.2 | 32º |
| Jaakko Tallus                                                | Individual pista normal | 119.5 | 13º | +1:04 | +2.38.0 | 38º |
| Janne Ryynänen Jaakko Tallus Hannu Manninen Anssi Koivuranta | Equipes                 | 507.0 | 1º  | 0:00  | +2:21.5 | 7º  |

### Esqui alpino
Feminino
| Atleta           | Evento         | Corrida 1 | Corrida 2 | Total   | Pos. |
| ---------------- | -------------- | --------- | --------- | ------- | ---- |
| Tanja Poutiainen | Slalom         | 51.67     | 53.26     | 1:44.93 | 6º   |
| Tanja Poutiainen | Slalom gigante | 1:16.16   | 1:12.01   | 2:28.17 | 13º  |
| Sanni Leinonen   | Slalom         | DNF       | DNF       | DNF     | DNF  |
| Sanni Leinonen   | Slalom gigante | 1:18.38   | 1:14.06   | 2:32.44 | 30º  |

Masculino
| Atleta         | Evento         | Corrida 1 | Corrida 2 | Total   | Pos. |
| -------------- | -------------- | --------- | --------- | ------- | ---- |
| Andreas Romar  | Downhill       |           |           | 1:58.71 | 42º  |
| Andreas Romar  | Combinado      | 2:00.89   | DNF       | DNF     | DNF  |
| Andreas Romar  | Slalom         | DNF       | DNF       | DNF     | DNF  |
| Andreas Romar  | Slalom gigante | 1:19.79   | 1:22.52   | 2:42.31 | 30º  |
| Andreas Romar  | Super-G        |           |           | DNF     | DNF  |
| Marcus Sandell | Slalom gigante | 1:18.58   | DNF       | DNF     | DNF  |

### Esqui cross-country
Feminino
| Atleta                                                                | Evento                 | Qualificatória | Qualificatória | Quartas-de-final | Quartas-de-final | Semifinal   | Semifinal   | Final       | Final             |
| Atleta                                                                | Evento                 | Tempo          | Pos.           | Tempo            | Pos.             | Tempo       | Pos.        | Tempo       | Pos.              |
| --------------------------------------------------------------------- | ---------------------- | -------------- | -------------- | ---------------- | ---------------- | ----------- | ----------- | ----------- | ----------------- |
| Riitta-Liisa Roponen                                                  | 10 km livre            |                |                |                  |                  |             |             | 25:24.3     | 6º                |
| Riitta-Liisa Roponen                                                  | Perseguição combinada  |                |                |                  |                  |             |             | 42:00.2     | 15º               |
| Aino-Kaisa Saarinen                                                   | 10 km livre            |                |                |                  |                  |             |             | 25:59.5     | 15º               |
| Aino-Kaisa Saarinen                                                   | Perseguição combinada  |                |                |                  |                  |             |             | 40:40.6     | 5º                |
| Aino-Kaisa Saarinen                                                   | Largada coletiva       |                |                |                  |                  |             |             | 1:31:38.7   | Medalha de bronze |
| Aino-Kaisa Saarinen                                                   | Velocidade             | 3:38.82        | 2º             | 3:40.7           | 3º               | Não avançou | Não avançou | Não avançou | Não avançou       |
| Riikka Sarasoja                                                       | 10 km livre            |                |                |                  |                  |             |             | 26:50.2     | 31º               |
| Riikka Sarasoja                                                       | Perseguição combinada  |                |                |                  |                  |             |             | 42:24.4     | 21º               |
| Riikka Sarasoja                                                       | Largada coletiva       |                |                |                  |                  |             |             | 1:33:33.2   | 12º               |
| Krista Lähteenmäki                                                    | 10 km livre            |                |                |                  |                  |             |             | 27:49.4     | 52º               |
| Krista Lähteenmäki                                                    | Largada coletiva       |                |                |                  |                  |             |             | 1:35:08.4   | 25º               |
| Pirjo Muranen                                                         | Perseguição combinada  |                |                |                  |                  |             |             | 42:50.5     | 30º               |
| Pirjo Muranen                                                         | Velocidade             | 3:46.04        | 15º            | 3:41.7           | 5º               | Não avançou | Não avançou | Não avançou | Não avançou       |
| Virpi Kuitunen                                                        | Largada coletiva       |                |                |                  |                  |             |             | 1:33:36.7   | 13º               |
| Virpi Kuitunen                                                        | Velocidade             | 3:43.72        | 6º             | 3:39.9           | 2º               | 3:46.4      | 5º          | Não avançou | Não avançou       |
| Kirsi Perälä                                                          | Velocidade             | 3:48.08        | 20º            | 3:39.7           | 4º               | Não avançou | Não avançou | Não avançou | Não avançou       |
| Riitta-Liisa Roponen Riikka Sarasoja                                  | Velocidade por equipes |                |                |                  |                  | 18:53.8     | 6º          | 18:56.6     | 8º                |
| Pirjo Muranen Virpi Kuitunen Riitta-Liisa Roponen Aino-Kaisa Saarinen | Revezamento 4x5 km     |                |                |                  |                  |             |             | 55:49.9     | Medalha de bronze |

Masculino
| Atleta                                                              | Evento                 | Qualificatória | Qualificatória | Quartas-de-final | Quartas-de-final | Semifinal   | Semifinal   | Final       | Final       |
| Atleta                                                              | Evento                 | Tempo          | Pos.           | Tempo            | Pos.             | Tempo       | Pos.        | Tempo       | Pos.        |
| ------------------------------------------------------------------- | ---------------------- | -------------- | -------------- | ---------------- | ---------------- | ----------- | ----------- | ----------- | ----------- |
| Ville Nousiainen                                                    | 15 km livre            |                |                |                  |                  |             |             | 34:45.5     | 13º         |
| Ville Nousiainen                                                    | Perseguição combinada  |                |                |                  |                  |             |             | DNF         | DNF         |
| Ville Nousiainen                                                    | Largada coletiva       |                |                |                  |                  |             |             | 2:11:38.0   | 37º         |
| Teemu Kattilakoski                                                  | 15 km livre            |                |                |                  |                  |             |             | 35:06.8     | 27º         |
| Juha Lallukka                                                       | 15 km livre            |                |                |                  |                  |             |             | 35:28.8     | 34º         |
| Matti Heikkinen                                                     | 15 km livre            |                |                |                  |                  |             |             | 35:37.1     | 39º         |
| Matti Heikkinen                                                     | Perseguição combinada  |                |                |                  |                  |             |             | DNF         | DNF         |
| Lari Lehtonen                                                       | Perseguição combinada  |                |                |                  |                  |             |             | 1:20:34.5   | 33º         |
| Lari Lehtonen                                                       | Largada coletiva       |                |                |                  |                  |             |             | 2:16:26.2   | 43º         |
| Sami Jauhojärvi                                                     | Perseguição combinada  |                |                |                  |                  |             |             | DNF         | DNF         |
| Sami Jauhojärvi                                                     | Largada coletiva       |                |                |                  |                  |             |             | 2:06:43.2   | 20º         |
| Sami Jauhojärvi                                                     | Velocidade             | 3:39.57        | 21º            | 3:36.9           | 2º               | 3:39.6      | 6º          | Não avançou | Não avançou |
| Kalle Lassila                                                       | Velocidade             | 3:39.12        | 19º            | 3:42.2           | 2º               | 3:43.7      | 5º          | Não avançou | Não avançou |
| Jesse Väänänen                                                      | Velocidade             | 3:39.21        | 20º            | 3:38.9           | 5º               | Não avançou | Não avançou | Não avançou | Não avançou |
| Matias Strandvall                                                   | Velocidade             | 3:42.74        | 37º            | Não avançou      | Não avançou      | Não avançou | Não avançou | Não avançou | Não avançou |
| Lasse Paakkonen Ville Nousiainen                                    | Velocidade por equipes |                |                |                  |                  | 18:54.3     | 5º          | 19:50.8     | 10º         |
| Sami Jauhojärvi Matti Heikkinen Teemu Kattilakoski Ville Nousiainen | Revezamento 4x10 km    |                |                |                  |                  |             |             | 1:45:30.3   | 5º          |

### Esqui estilo livre
Masculino
| Atleta          | Evento | Preliminar | Preliminar | Final  | Final |
| Atleta          | Evento | Pontos     | Pos.       | Pontos | Pos.  |
| --------------- | ------ | ---------- | ---------- | ------ | ----- |
| Arttu Kiramo    | Moguls | 23.78      | 12º        | 22.76  | 16º   |
| Tapio Luusua    | Moguls | 22.83      | 21º        | DNF    | DNF   |
| Mikko Ronkainen | Moguls | 23.00      | 20º        | 23.50  | 14º   |

| Atleta        | Evento    | Preliminar | Preliminar | Oitavas | Quartas     | Semifinal   | Final       | Final       |
| Atleta        | Evento    | Tempo      | Pos.       | Posição | Posição     | Posição     | Posição     | Pos.        |
| ------------- | --------- | ---------- | ---------- | ------- | ----------- | ----------- | ----------- | ----------- |
| Juha Haukkala | Ski cross | 1:14.66    | 21º        | 3º      | Não avançou | Não avançou | Não avançou | Não avançou |

### Hóquei no gelo
Feminino
| Equipe | Equipe | Fase de grupos                                            | Fase de grupos | Semifinal              | Final                  | Pos.              |
| Equipe | Equipe | Adversário e resultado                                    | Pos.           | Adversário e resultado | Adversário e resultado | Pos.              |
| --- | --- | --------------------------------------------------------- | -------------- | ---------------------- | ---------------------- | ----------------- |
| Mira Kuisma Noora Räty Anna Vanhatalo Jenni Hiirikoski Emma Laaksonen Rosa Lindstedt Terhi Mertanen Heidi Pelttari Mariia Posa Saija Sirviö Anne Helin | Venla Hovi Michelle Karvinen Annina Rajahuhta Karoliina Rantamäki Mari Saarinen Nina Tikkinen Minnamari Tuominen Saara Tuominen Marjo Voutilainen Linda Välimäki | RUS Rússia V 5–1 CHN China V 2–1 USA Estados Unidos D 0–6 | 2º (Gr. B)     | CAN Canadá D 0–5       | SWE Suécia V 3–2       | Medalha de bronze |

Masculino
| Equipe | Equipe | Fase de grupos                                             | Fase de grupos | Play-off               | Quartas-de-final          | Semifinal                | Final                  | Pos.              |
| Equipe | Equipe | Adversário e resultado                                     | Pos.           | Adversário e resultado | Adversário e resultado    | Adversário e resultado   | Adversário e resultado | Pos.              |
| --- | --- | ---------------------------------------------------------- | -------------- | ---------------------- | ------------------------- | ------------------------ | ---------------------- | ----------------- |
| Niklas Bäckström Miikka Kiprusoff Antero Niittymäki Lasse Kukkonen Sami Lepistö Toni Lydman Janne Niskala Joni Pitkänen Sami Salo Kimmo Timonen Valtteri Filppula Niklas Hagman | Jarkko Immonen Olli Jokinen Niko Kapanen Mikko Koivu Saku Koivu Jere Lehtinen Antti Miettinen Ville Peltonen Jarkko Ruutu Tuomo Ruutu Teemu Selänne | BLR Bielorrússia V 5–1 GER Alemanha V 5–0 SWE Suécia D 0–3 | 2º (Gr. C)     |                        | CZE República Checa V 2–0 | USA Estados Unidos D 1–6 | SVK Eslováquia V 5–3   | Medalha de bronze |

### Patinação artística
| Atleta               | Evento               | Programa curto | Programa curto | Programa longo | Programa longo | Total       | Total       |
| Atleta               | Evento               | Pontos         | Pos.           | Pontos         | Pos.           | Pontos      | Pos.        |
| -------------------- | -------------------- | -------------- | -------------- | -------------- | -------------- | ----------- | ----------- |
| Kiira Korpi          | Individual feminino  | 52.96          | 17º            | 108.61         | 11º            | 161.57      | 11º         |
| Laura Lepistö        | Individual feminino  | 61.36          | 10º            | 126.61         | 4º             | 187.97      | 6º          |
| Ari-Pekka Nurmenkari | Individual masculino | 44.62          | 30º            | Não avançou    | Não avançou    | Não avançou | Não avançou |

### Patinação de velocidade
Masculino
| Atleta          | Evento | Corrida 1 | Corrida 1 | Corrida 2 | Corrida 2 | Final   | Final |
| Atleta          | Evento | Tempo     | Pos.      | Tempo     | Pos.      | Tempo   | Pos.  |
| --------------- | ------ | --------- | --------- | --------- | --------- | ------- | ----- |
| Mika Poutala    | 500 m  | 34.863    | 1º        | 35.181    | 11º       | 70.044  | 5º    |
| Mika Poutala    | 1000 m |           |           |           |           | 1:09.85 | 8º    |
| Pekka Koskela   | 500 m  | 35.943    | 28º       | 36.535    | 36º       | 72.47   | 33º   |
| Tuomas Nieminen | 500 m  | 35.940    | 27º       | 36.047    | 26º       | 71.98   | 27º   |
| Tuomas Nieminen | 1000 m |           |           |           |           | 1:12.26 | 34º   |
| Markus Puolakka | 500 m  | 36.152    | 32º       | 36.204    | 31º       | 72.35   | 30º   |

### Salto de esqui
| Atleta                                                  | Evento                  | Preliminar | Preliminar | 1ª rodada | 1ª rodada | Final       | Final       | Final       |
| Atleta                                                  | Evento                  | Pontos     | Pos.       | Pontos    | Pos.      | Pontos      | Total       | Pos.        |
| ------------------------------------------------------- | ----------------------- | ---------- | ---------- | --------- | --------- | ----------- | ----------- | ----------- |
| Janne Ahonen                                            | Pista normal individual | PQ         | PQ         | 129.5     | 5º        | 133.5       | 263.0       | 4º          |
| Janne Ahonen                                            | Pista longa individual  | PQ         | PQ         | 111.0     | 16º       | DNS         | DNS         | DNS         |
| Janne Happonen                                          | Pista normal individual | 133.0      | 8º         | 117.5     | 25º       | 124.0       | 241.5       | 19º         |
| Janne Happonen                                          | Pista longa individual  | 128.4      | 13º        | DSQ       | DSQ       | Não avançou | Não avançou | Não avançou |
| Harri Olli                                              | Pista normal individual | 133.5      | 7º         | DSQ       | DSQ       | Não avançou | Não avançou | Não avançou |
| Harri Olli                                              | Pista longa individual  | 135.6      | 9º         | 95.6      | 30º       | 122.2       | 217.8       | 18º         |
| Matti Hautamäki                                         | Pista longa individual  | 138.0      | 3º         | 131.7     | 3º        | 70.7        | 202.4       | 26º         |
| Kalle Keituri                                           | Pista normal individual | 130.0      | 11º        | 116.0     | 27º       | 122.0       | 238.0       | 22º         |
| Matti Hautamäki Janne Happonen Kalle Keituri Harri Olli | Pista longa por equipes |            |            | 490.2     | 4º        | 524.4       | 1014.6      | 4º          |

### Snowboard
Halfpipe
| Atleta          | Evento    | Qualificatória | Qualificatória | Qualificatória | Semifinal   | Semifinal   | Semifinal   | Final       | Final       | Final            |
| Atleta          | Evento    | Corrida 1      | Corrida 2      | Pos.           | Corrida 1   | Corrida 2   | Pos.        | Corrida 1   | Corrida 2   | Pos.             |
| --------------- | --------- | -------------- | -------------- | -------------- | ----------- | ----------- | ----------- | ----------- | ----------- | ---------------- |
| Janne Korpi     | Masculino | 26.5           | 15.6           | 11º            | Não avançou | Não avançou | Não avançou | Não avançou | Não avançou | Não avançou      |
| Peetu Piiroinen | Masculino | 44.0           | 45.1           | 1º QF          |             |             |             | 40.8        | 45.0        | Medalha de prata |
| Markku Koski    | Masculino | 39.3           | 11.9           | 5º             | 37.1        | 12.8        | 5º          | 36.4        | 25.0        | 6º               |
| Markus Malin    | Masculino | 32.8           | 36.7           | 8º             | 42.9        | 21.9        | 1º          | 16.7        | 18.6        | 11º              |

Slalom gigante paralelo
| Atleta             | Evento   | Preliminar | Preliminar | Oitavas          | Quartas          | Semifinal        | Final            | Final       |
| Atleta             | Evento   | Tempo      | Pos.       | Adversário Tempo | Adversário Tempo | Adversário Tempo | Adversário Tempo | Pos.        |
| ------------------ | -------- | ---------- | ---------- | ---------------- | ---------------- | ---------------- | ---------------- | ----------- |
| Ilona Ruotsalainen | Feminino | 1:26.66    | 23º        | Não avançou      | Não avançou      | Não avançou      | Não avançou      | Não avançou |

Legenda
| Recorde mundial      | Recorde mundial (World record)               |                       | Recorde africano                      | Recorde africano (African) |                                           | Q | Classificado por posição (Qualified) |
| Recorde olímpico     | Recorde olímpico (Olympic record)            | Recorde da América    | Recorde da América (Americas)         | q                          | Classificado por melhor tempo (Qualified) |   |                                      |
| Melhor marca do ano  | Melhor marca do ano (World leading)          | Recorde asiático      | Recorde asiático (Asian)              | DNS                        | Não largou (Did not start)                |   |                                      |
| Recorde nacional     | Recorde nacional (National record)           | Recorde europeu       | Recorde europeu (European)            | DNF                        | Não terminou (Did not finish)             |   |                                      |
| Recorde pessoal      | Recorde pessoal do atleta (Personal best)    | Recorde da Oceania    | Recorde da Oceania (Oceania)          | DSQ / DQ                   | Desclassificado (Disqualified)            |   |                                      |
| Recorde da temporada | Recorde da temporada do atleta (Season best) | Recorde sul-americano | Recorde sul-americano (South America) | NM                         | Sem marca (No mark)                       |   |                                      |